# Lekeberg (đô thị)
Đô thị Lekeberg (Lekebergs kommun) là một đô thị ở hạt Örebro miền trung Thụy Điển. Thủ phủ nằm ở thị trấn Fjugesta, với khoảng 2.000 cư dân.
Lekeberg lần đầu tiên được hình thành như một đô thị trong đợt cải cách chính quyền địa phương năm 1952 từ việc hợp nhất của năm đơn vị nhỏ hơn. Năm 1967, hai giáo xứ đã được thêm vào. Các cải cách tiếp theo năm 1971 được đặt khu vực trong đô thị Örebro. Nó đã được tái thành lập vào năm 1995 theo ranh giới năm 1967.